# Loïs Habert
Loïs Habert (Valence, 18 novembre 1983) è un ex biatleta francese.
È marito di Marie Dorin, a sua volta biatleta di alto livello.

## Biografia
In Coppa del Mondo esordì il 7 gennaio 2005 a Oberhof (72°) e ottenne l'unico podio il 12 dicembre 2010 a Hochfilzen (3°).
In carriera prese parte a tre edizioni dei Campionati mondiali (7º nella staffetta a Östersund 2008 il miglior piazzamento). Si ritirò nel 2012.

## Palmarès

### Coppa del Mondo
- Miglior piazzamento in classifica generale: 42º nel 2011
- 1 podio (a squadre):
  - 1 terzo posto